# Montalbán (Wenezuela)
Montalbán – miasto w Wenezueli, w stanie Carabobo.